# توپولف تو-۲۲ام
توپولوف تو-۲۲اِم (به روسی: Туполев Ту-۲۲М) (نامگذاری ناتو: Back fire) نخستین بمب‌افکن اوپرصوت روسی است که توسط شرکت هوانوردی توپولف طراحی و ساخته شده‌است. این هواپیما حاصل تجربیات شرکت سازنده از هواپیمای توپولف تو-۲۲ (بلایندر) که پیشتر ساخته شده بود و به خدمت نیروی هوایی شوروی درآمده ولی نتوانسته بود نیازمندی‌های این کشور از جمله اجرای عملیات‌های میان‌قاره‌ای را پاسخگو باشد است.

## توسعه

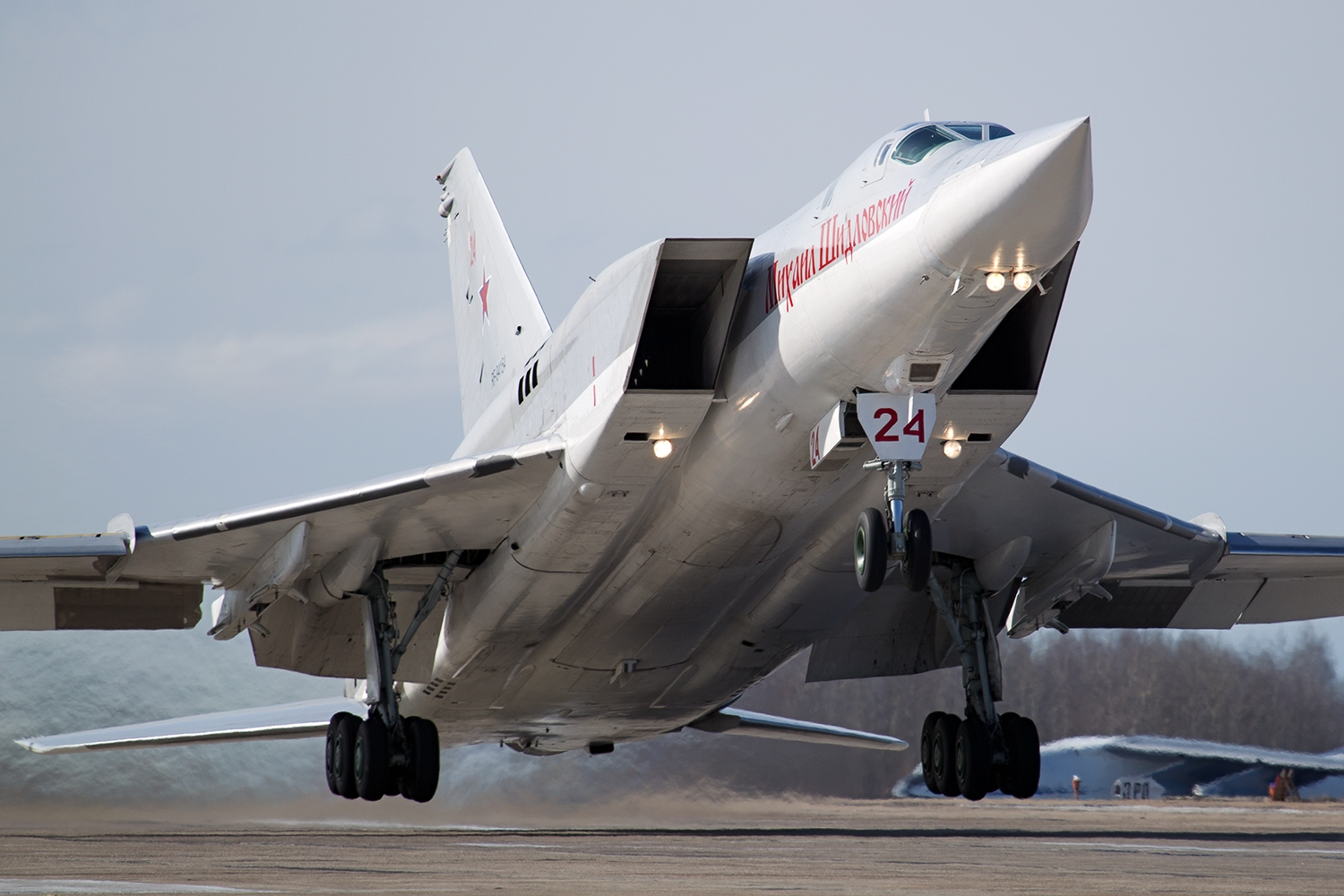
هواپیمای بمب افکن توپولف تو-۲۲ام

پس از ساخت توپولف-۲۲، طراحان روس جهت ساخت بمب‌افکن جدید با قابلیت پرواز بین‌قاره‌ای، توان حمل تسلیحات بیشتر و همچنین سرعت بالاتر را در دستور کار قرار دادند که به تولد توپولف-۲۲اِم انجامید و اساساً با نسل پیش از خود یعنی توپولف-۲۲ تفاوت‌هایی داشت.
توپولف-۲۲ام در نیروی هوایی روسیه با نام طرح ۱۴۵ شناخته می‌شود که نتیجهٔ رقابت دو شرکت سوخو و توپولف برای تأمین نیاز به یک هواپیمای بمب‌افکن فراصوت بود که سرانجام منجر به پرواز نخستین فروند آن در سال ۱۹۶۹ شد.
توپولف-۲۲ام۳ از دو موتور توربوفن با نام «کوزنتسوف NK-25» با رانش هرکدام ۵۵۰۰۰ پوند نیرو می‌گیرد که به آن قابلیت دسترسی به اهدافی را در شعاع عملیاتی حداکثر ۷۰۰۰ کیلومتر، می‌دهد. با نصب تسلیحات متعارف، این مقدار بُرد تا میزان محسوسی کاهش پیدا می‌کند. پس‌سوز این بمب‌افکن، توان دستیابی به حداکثر ارتفاع پروازی ۴۳٬۰۰۰ پا یا ۱۳٬۱۰۰ متر را دارد.
طول این هواپیما ۴۲/۵ متر و ارتفاع آن ۱۱ متر است و از فناوری بال متغیر بهره می‌گیرد. عرض بال‌ها ۳۴ متر است که می‌تواند در زوایای ۲۰ تا ۶۵ درجه تغییر کند. حداکثر سرعت این بمب‌افکن ۱/۸۸ ماخ معادل ۲۳۰۰ کیلومتر بر ساعت است.
این بمب‌افکن توسط دو خلبان که در جلو حضور دارند کنترل شده و در عقب نیز دو افسر ناوبر و ارتباطات، وظایف مربوطه را انجام می‌دهند که مجموعاً با ۴ نفر خدمهٔ پروازی عملیاتی می‌شود.

## تاریخچه
این هواپیمای بمب‌افکن در انواع مختلفی مورد بهره‌برداری قرار گرفت که نخستین آن توپولف-۲۲ام ملقب به «بکفایر اِی» بود که در سال ۱۹۷۰ آزمایش‌های پروازی خود را به پایان رساند و خلبانان آزمایشگر آن، در تست‌های مختلف، هواپیما را تا لبهٔ ممنوعیت‌های عملیاتی آن بردند تا هرگونه نقص در آن، به‌دقت آشکار و سپس رفع شود.
بکفایر اِی به‌عنوان آغاز مسیر برای ساخت و بهره‌برداری از نسل جدید هواپیماهای سنگین فراصوت، وارد ناوگان نیروی هوایی شوروی شد هرچند پیش از آن، نسخه‌ای مورد بهره‌برداری قرار گرفت که به‌دلیل کارایی پایین، تنها در امر آموزش و به‌مدت کوتاهی پرواز کرد اما در حقیقت نخستین دسته از بکفایرها که به‌صورت عملیاتی حضور در نیروی هوایی را تجربه کردند، نسخهٔ توپولف-۲۲اِم۲ ملقب به «بکفایر بی» بود که با بهره‌گیری از موتورهای «کوزنتسوف NK-22» توان دستیابی به سرعت ۱٬۸۰۰ کیلومتر بر ساعت و برد عملیاتی ۵٬۱۰۰ کیلومتر را پیدا کرد که یک موفقیت شگرف محسوب می‌شد. بکفایر بی که عملاً از سال ۱۹۷۳ وارد ناوگان شد، می‌توانست تا ۳ موشک کروز میان‌برد و همچنین موشک ضدکشتی خا-۲۲ را حمل کند که به‌عنوان یک اهرم سنگین در عملیات‌های مختلف به‌ویژه عملیات دریایی، قابل بهره‌برداری بود.
کمی بعد، با درخواست نیروی هوایی و همچنین طرح شرکت سازنده، توپولف-۲۲ام۳ ملقب به «بکفایر سی» در سال ۱۹۷۷ متولد شد که در حقیقت بهترین و ارزشمندترین نسخهٔ این خانواده محسوب می‌شود که از موتورهای بهبودیافتهٔ NK-25 بهره می‌برد. این هواپیما به لحاظ ظاهری نیز به‌ویژه در بخش دماغه دارای تغییراتی بود که می‌توانست نسل جدیدی از سامانه‌ها همچون رادار PN-AD و سیستم ناوبری/هدف‌گیری NK-45 را حمل کند که جهت اجرای عملیات‌های بمباران و دسترسی به اهداف دوربرد مناسب بود. همچنین با تغییرات در نسل جدید موتورهای نصب‌شده، مشکلات پروازی در سطح دریا و ارتفاع پایین نیز عملاً رفع شد و توپولف-۲۲ام می‌توانست با اجرای عملیات در ارتفاع پایین و همچنین بهره‌گیری از سامانه‌های ناوبری دقیق، پروازی ایمن را تا مقصد بدون شناسایی توسط رادارهای دشمن به انجام برساند. همچنین بکفایر سی بهبود در ارابه فرود، سامانه‌های جنگ الکترونیک و سازه را نیز تجربه کرد. همچنین ایجاد تغییرات در محفظهٔ بمب، آرایش عملیاتی جدیدی را برای این هواپیما پدیدآورد تا حدی که نسبت قابلیت حمل و رهاسازی دو برابری مهمات را نسبت به نسخهٔ قبلی پیدا کرد، اما علی‌رغم برد اعلام‌شدهٔ نزدیک به ۷٬۰۰۰ کیلومتری این هواپیما، عملاً در شرایط رزمی، شعاع عملیاتی تا حد محسوسی کاهش پیدا می‌کرد که مورد رضایت فرماندهان نظامی نبود؛ بنابراین با نصب سامانهٔ سوخت‌گیری هوایی در دماغه، این مشکل حل شد اما طی مذاکرات «سالت» بین ایالات متحده آمریکا و شوروی که جهت کنترل توان رزمی/هسته‌ای و ایجاد اطمینان‌پذیری از وقوع جنگ صورت گرفت، به درخواست آمریکا، لولهٔ سوخت‌گیری از روی بکفایر حذف شد تا خطر بمباران اتمی طرف مقابل رفع شود، هرچند اندکی بعد این هواپیما مجدداً قابلیت سوخت‌گیری را پیدا کرد.
پس از فروپاشی شوروی و مشکلات اقتصادی متعدد، توان رزمی «بک‌فایرها» تا حد محسوسی کاهش پیدا کرد و بخشی که در خاک اوکراین باقی‌مانده بود در سال ۲۰۰۲ و طی توافقی با غرب، تکه‌تکه شد و ناوگان عظیمی که میراث حکومت کمونیستی محسوب می‌شد غالباً زمین‌گیر گردید تا آن‌که با روی کار آمدن «ولادیمیر پوتین»، ارتقای سامانه‌های مختلف، صورت گرفت تا آن‌جا که به طرح توپولف-۲۲ام۳ام منجر شد که نخستین ۵ فروند آن در سال ۲۰۱۵ جهت تحویل به نیروی هوایی روسیه آماده شد و قرار است مجموعاً ۳۰ فروند تا سال ۲۰۲۰ به استاندارد جدید ارتقا پیدا کنند.

## صادرات
در سال ۲۰۰۱ هند قرارداد خرید ۴ فروند توپولوف-۲۲ام را برای استفاده در مأموریت‌های شناسایی و حمله به اهداف دریایی امضا کرد. در ژانویهٔ ۲۰۱۳ هم گزارش شد چین، قرارداد خرید برای تولید و تحویل ۳۶ فروند توپولوف (Tu-22M3s) را امضا کرده‌است که در چین با نام (H-10) تولید خواهد شد.
ایالات متحده آمریکا نیز در رقابت با توپولف-۲۲ام روس‌ها، دست به ساخت هواپیمای بمب‌افکن بی-۱ لنسر زد و پس از آن نیز مجدداً روس‌ها هواپیمای توپولف تو-۱۶۰ را وارد ناوگان خود کردند.

## کاربری عملیاتی
- عملیات علیه جدایی‌طلبان چچن در سال ۱۹۹۵
- جنگ اوستیای جنوبی در سال ۲۰۰۸ (که یک فروند توسط گرجستان ساقط گردید)
- پرواز در محدوده عملیاتی کشورهای عضو پیمان آتلانتیک شمالی (ناتو) که نمونهٔ آن، عبور از فراز دریای بالتیک و رهگیری توسط نیروی هوایی سوئد است که به‌عنوان یک قدرت‌نمایی توسط دولت روسیه صورت گرفت.
- عملیات در خاک سوریه که نخستین آن در تاریخ ۱۷ نوامبر ۲۰۱۵ و با ۱۲ فروند توپولف-۲۲ام۳ انجام شد. در جریان مداخله روسیه در جنگ داخلی سوریه((مطابق با درخواست رسمی کشور سوریه جهت پوشش هوایی صرفا))، حضور این بمب‌افکن‌ها در ایران خبرساز شد و روسیه حملاتی را از مبدأ پایگاه هوایی نوژه به خاک سوریه انجام داد.

## ویژگی‌ها
داده‌ها از Frawley, Donald, Wilson, Kardashev,الگو:Vs Yakubovich,الگو:Vs
ویژگی‌های عمومی
- خدمه: ۴ (خلبان، کمک‌خلبان، ناوبر، افسر جنگ‌افزار)
- طول: ۴۲٫۴۶ متر (۱۳۹ فوت ۴ اینچ) [نیازمند منبع]
- پهنای بال: ۳۴٫۲۸ متر (۱۱۲ فوت ۶ اینچ) (در زاویهٔ ۲۰°)

۲۳٫۳ متر (۷۶ فوت) (در زاویهٔ ۶۵°)
- ارتفاع: ۱۱٫۰۵ متر (۳۶ فوت ۳ اینچ)
- مساحت بال‌ها: ۱۸۳٫۶ متر مربع (۱٬۹۷۶ فوت مربع) (در زاویهٔ ۲۰°)

۱۷۵٫۸ متر مربع (۱٬۸۹۲ فوت مربع) (در زاویهٔ ۶۵°)
- وزن خالی: ۵۸٬۰۰۰ کیلوگرم (۱۲۷٬۸۶۸ پوند)
- وزن ناخالص: ۱۱۲٬۰۰۰ کیلوگرم (۲۴۶٬۹۱۸ پوند)
- بیشترین وزن برخاست: ۱۲۶٬۰۰۰ کیلوگرم (۲۷۷٬۷۸۲ پوند) [نیازمند منبع]

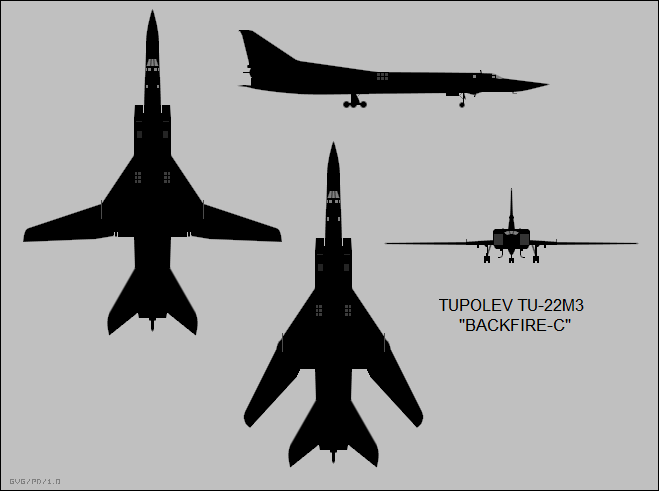
تصویر شماتیک توپولف-۲۲اِم

- بیشترین وزن برخاست به‌کمک راکت: ۱۲۶٬۴۰۰ کیلوگرم (۲۷۸٬۶۶۴ پوند)
- ظرفیت سوخت: ۵۴٬۰۰۰ کیلوگرم (۱۱۹٬۰۵۰ پوند) (مخزن داخلی)
- پیشرانه: ۲ عدد موتور توربوفن کوزنتسف ان‌کی-۲۵, ۲۴۷٫۹ کیلونیوتن (۵۵٬۷۰۰ پوند-نیرو) با پس‌سوز

عملکرد
- حداکثر سرعت: ۱٬۹۹۷ کیلومتر بر ساعت (۱٬۲۴۱ مایل بر ساعت، ۱٬۰۷۸ گره) [نیازمند منبع] در ۹٬۱۴۰ متر (۳۰٬۰۰۰ فوت)
- حداکثر سرعت: ۱٫۸۸ ماخ
- بُرد: ۶٬۸۰۰ کیلومتر (۴٬۲۰۰ مایل، ۳٬۷۰۰ مایل دریایی)
- بُرد رزمی: ۲٬۵۰۰ کیلومتر (۱٬۶۰۰ مایل، ۱٬۳۰۰ مایل دریایی) با ۱۰٬۰۰۰ کیلوگرم مهمات[۶]
- بُرد معبر: ۷٬۰۰۰ کیلومتر (۴٬۳۰۰ مایل، ۳٬۸۰۰ مایل دریایی) [نیازمند منبع]
- حداکثر ارتفاع: ۱۳٬۳۰۰ متر (۴۳٬۶۰۰ فوت)
- نرخ صعود: ۱۵ متر بر ثانیه (۳٬۰۰۰ فوت بر دقیقه)
- بارگیری بال: ۶۸۸ کیلوگرم بر متر مربع (۱۴۱ پوند بر فوت مربع)
- نیرو/وزن: ۰/۴۵

تسلیحات

- اسلحه‌ها: ۱ توپ گریازیف شیپونوف گش-۲۳ کنترل از راه دور در دُم هواپیما
- آویزگاه‌های حمل سلاح: پایلون‌های زیر بال و بدنه و محفظهٔ داخلی تسلیحات با ظرفیت ۲۴٬۰۰۰ کیلوگرم (۵۳٬۰۰۰ پوند)

- تا ۱۸ بمب همه‌منظوره فاب-۵۰۰ در آویزگاه‌ها و پایلون‌ها یا
- تا ۳ موشک خا-۲۲/خا-۳۲ یا
- تا ۶ موشک خا-۱۵ بر روی یک پرتاب‌گر چرخان در محفظهٔ بمب‌ها به‌علاوهٔ ۴ موشک رادوگا خا-۱۵ در دو پایلون زیر بال‌ها و مجموعاً ۱۰ موشک
- تا ۴ موشک کینژال
- انواع مین‌های دریایی و بمب‌های سقوط آزاد، ۶۹ بمب فاب-۲۵۰ یا ۸ بمب فاب-۱۵۰۰ به‌طور معمول.

پرتاب موشک‌های کروز دوربرد خا-۵۵ در این بمب‌افکن، آزمایش شده اما احتمالاً اکنون در وضعیت عملیاتی فعال نیست.